# Protector USV

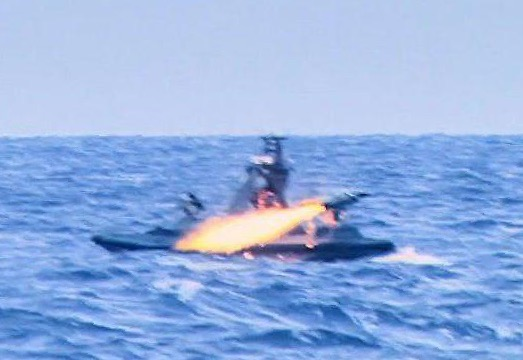
Выстрел ракеты из Protector USV

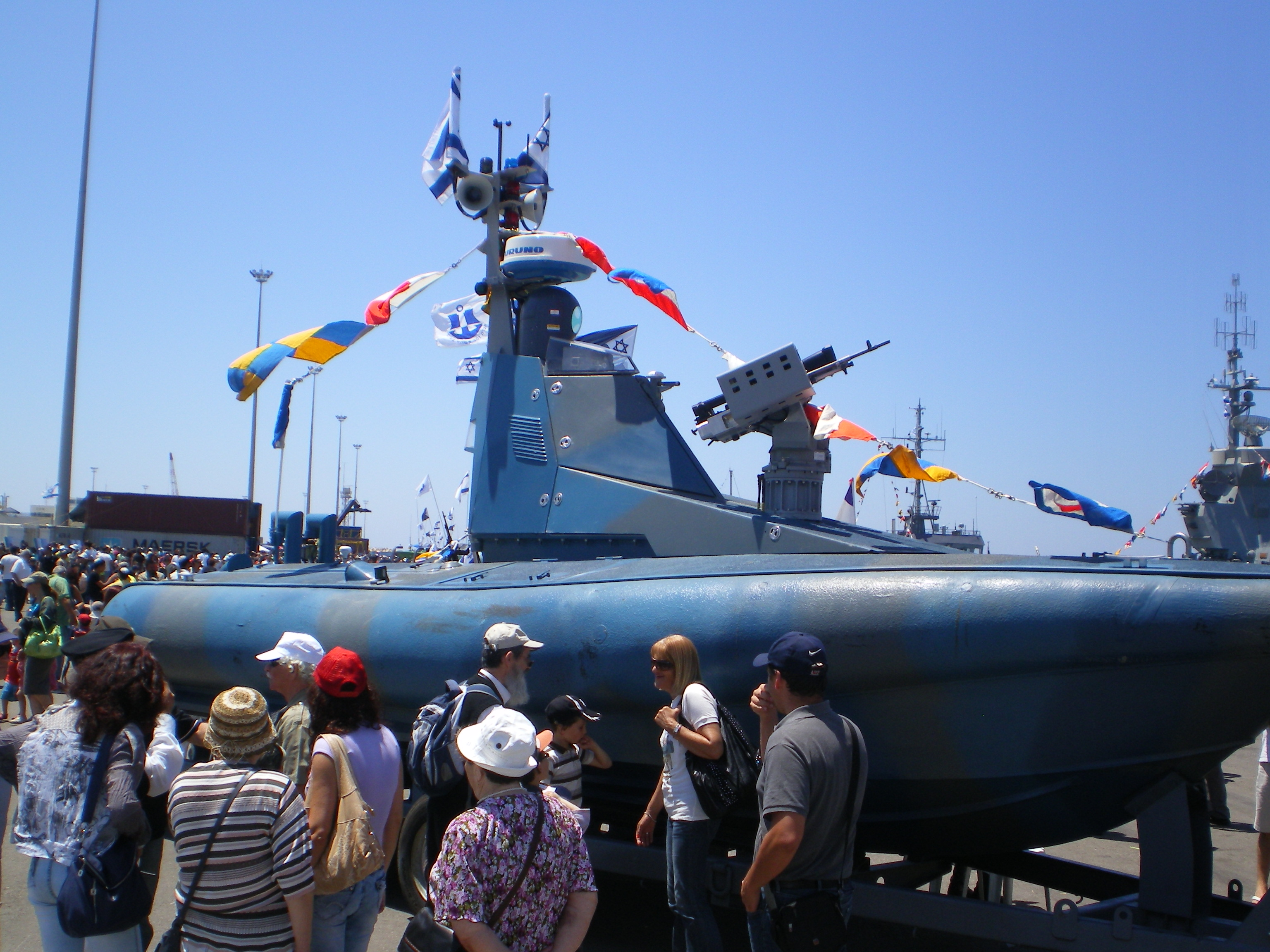

Protector USV — израильский дистанционно управляемый патрульный катер, интегрированная морская боевая дистанционно управляемая система.

## История разработки
Разработан совместно компаниями RAFAEL Armament Development Authority, Lockheed Martin и BAE Systems. Представляет собой дистанционно управляемый патрульный катер. Катер основан на базе фиберглассового десантного катера, способного нести более тонны груза. Стандартное вооружение состоит из 7,62-мм пулемёта.

## Боевые возможности
Он оснащен широким спектром сенсоров и датчиков, которые позволяют ему обнаруживать, идентифицировать и отслеживать как прибрежные так и морские объекты. Кроме того, он способен доставлять морской спецназ в необходимое место, участвовать в спасательных акциях и охранять крупные морские суда.

## Эксплуатация
Находится на вооружении ВМС Израиля и, с 2005 года, — ВМС Сингапура. 
В 2017 году ВМС Израиля получит 4 катера третьего поколения Protector производства Oregon Iron Works и концерна «Рафаэль».

## ТТХ
- Длина: 9 м (30 футов)
- Двигатель: дизельный
- Скорость: 40 узлов (74 км/ч)
- Навигация: радар, GPS и INS